# Антибард
«Антибард» — роман московского рок-барда Александра О’Шеннона. В 2016 году вышло продолжение «Антибарда» — роман «Антибард-2. Башня на Баррикадной».

## Сюжет
Книга описывает один день из жизни барда Степанова. День, который начинается с похмельного утра в постели полузнакомой женщины и заканчивается рвотой на сцене. Секс и пьянки, выступления, воспоминания и размышления составляют ткань этого полного физиологическими подробностями и бытовыми деталями романа. В середине этого романа герой вспоминает о том, как ранее пережил клиническую смерть.

## Критика
Роман был издан с предисловием Дмитрия Быкова, который отметил культурный багаж и мастерство владения словом автора, проглядывающие сквозь русский мат и «грязные» подробности. Он выделяет честность его прозы, ставя его роман в один ряд с автобиографической прозой Миллера, Буковски и Лимонова. Положительно о романе отозвались также Захар Прилепин, Алексей Мажаев, Элла Михалева.
Напротив, Екатерина Борисова в рецензии, опубликованной в журнале Fuzz, посчитала роман потакающим низменным инстинктам определённой части творческой интеллигенции.